# جيروم هاهنيل
جيروم هاهنيل (بالفرنسية: Jérôme Haehnel)‏ هو لاعب كرة مضرب فرنسي.

## وصلات خارجية
- جيروم هاهنيل على موقع رابطة محترفي التنس (الإنجليزية)
- جيروم هاهنيل على موقع الاتحاد الدولي لكرة المضرب (الإنجليزية)
- جيروم هاهنيل على موقع خلاصة التنس.كوم (الإنجليزية)

- معلومات عن اللاعب